# Hermannsdenkmal
Hermannsdenkmal (Hermannov spomenik) je statua u Nordrhein-Westfalenu, u Njemačkoj. Nalazi se na 368 metara visokom brdu Teutberg u južnim djelovima Teutoburške šume, nedaleko grada Detmolda u kotaru Lippe. Spomenik je podignut u sjećanje na heruskog vođu Arminija (kasnije se tvrdilo da je Hermann bilo njegovo germansko ime)
i Bitku u Teutoburškoj šumi kada su germanska plemena ujedinjena pod Arminijem pobijedila tri rimske legije, kojima je zapovjedao Var. Na spomeniku stoji napisano:
Deutsche Einigkeit, meine Stärke - meine Stärke, Deutschlands Macht.
Njemačko jedinstvo, moja snaga - moja snaga, njemačka moć.

## Povijest
Spomenik je visok 53,46 metra. Gradnja je započeta 1841. i trajala je sve do 1875., a završena je uz pomoć i donacije Prusa. Spomenik je oblikovao kipar Ernst von Bandel.